# Macabre
Macabre (МФА: [məˈkɑːbrə], [məˈkɑːbr(ə)]; с англ. — «мрачный, ужасный») — американская группа экстремального металла из города Чикаго, штат Иллинойс. Стиль коллектива представляет смесь трэш-метала, дэт-метала и грайндкора, иногда с использованием детских стишков и народных мелодий. Сами музыканты называют свой уникальный стиль «murder metal» (англ. «убийственный металл»). Тематика произведений часто связана с серийными убийцами, массовыми убийствами и проникнута чёрным юмором. Большинство текстов основаны на реальных событиях и посвящены настоящим печально известным персонажам. Содержание песен исторически точно, и участники группы были лично знакомы и встречались с некоторыми осуждёнными серийными убийцами, такими как Джон Уэйн Гейси. Коллектив также имеет сайд-проект под названием «Macabre Minstrels», в рамках которого они исполняют акустические «песни у костра». В данный момент ансамбль подписан на лейбле Nuclear Blast Records.

## Дискография

### Студийные и концертные полноформатные альбомы
- Shitlist (1987) демо
- Gloom (1989)
- Sinister Slaughter (1993)
- Dahmer (2000)
- Murder Metal (2003)
- True Tales of Slaughter and Slaying (2006, DVD)
- Grim Reality (2008 — переиздание, включающее ремастеринг версии 1980-х гг. и ремикшированную версию Нила Кернона)
- Grim Scary Tales (2011)
- Carnival of Killers (2020)

### EP, синглы, сплиты
- Shitlist (1988, 7")
- Grim Reality (1987, EP )
- Nightstalker (1993, 7")
- Behind the Wall of Sleep (1994, EP)
- Unabomber (1999, EP)
- Capitalist Casualties / Macabre (2001, сплит с Capitalist Casualties)
- Macabre Minstrels: Morbid Campfire Songs (2002)
- Drill Bit Lobotomy (2002, 7")
- Human Monsters (2010, EP)
- How Are You, Kid? (2020, 7")

### Сборники и компиляции
- Macabre Electric & Acoustic Two CD Set (2004, релиз из 2 CD, включающий альбом «Murder Metal» и мини-альбом «Macabre Minstrels»)
- Slaughter Thy Poser (2012, EP компиляция)

## Состав
- Nefarious (Чарльз Лешевич) — бас-гитара, вокал (1985 — настоящее время)
- Dennis the Menace (Деннис Ричи) — ударные (1985 — настоящее время)
- Corporate Death (Лэнс Ленсиони) — гитара, вокал (1985 — настоящее время)